# Karol Jabłonowski
Karol Jabłonowski, książę, herbu Prus III (ur. 13 marca 1807 we Lwowie, zm. 19 kwietnia 1885 tamże) – ziemianin, polityk konserwatywny, członek Izby Panów austriackiej Rady Państwa.

## Życiorys
Ziemianin, posiadał dobra Niżniów, Ostrynia, Korostów i Stasiowa Wola. Dzięki małżeństwu z Eleonorą Skarbkówną otrzymał majątek Bursztyn z położonym tam zamkiem. Wskutek nieudanych inwestycji i wystawnego trybu życia utracił znaczną część majątku.
Członek założyciel (3 lipca 1845) a w latach 1846–1860 działacz Galicyjskiego Towarzystwa Gospodarskiego. Członek Komitetu GTG (22 lutego 1850 - 13 lutego 1853). W latach 1863–1885 był członkiem korespondentem GTG. Wiceprezes spółki Towarzystwo Akcyjne Galicyjskiej Kolei Karola Ludwika od 1867, a w latach 1879–1885 jego prezes. 
Polityk konserwatywny. W 1848 był inicjatorem powołania Rady Przybocznej we Lwowie przy gubernatorze Franzu Stadionie. Był członkiem Stowarzyszenia Ziemiańskiego. Od 1861 Był dożywotnim członkiem Izby Panów austriackiej Rady Państwa.

## Rodzina
Syn Ludwika i Karoliny z Woynów. Ożenił się w 1834 z Eleonorą ze Skarbków (1816–1870). Mieli troje dzieci: córki Ludwikę, zamężną Potocką, matkę Oswalda Potockiego, i Karolinę, zamężną Husarzewską, oraz syna Stanisława Marię Ferdynanda.